# Eupogoniopsis tenuicornis
Eupogoniopsis tenuicornis är en skalbaggsart som först beskrevs av Bates 1884.  Eupogoniopsis tenuicornis ingår i släktet Eupogoniopsis och familjen långhorningar. Inga underarter finns listade i Catalogue of Life.